# Бар «Бридкий койот»
Бар «Бридкий койот» (англ. Coyote Ugly) — романтична комедія-драма, основні події якої відбуваються довкола реального бару «Бридкий койот» у Нью-Йорку. Фільм представлений 4 серпня 2000 року. Головні ролі у фільмі виконують Пайпер Перабо і Адам Гарсія. Режисером фільму виступив Девід МакНеллі, сценарій написав Джиной Вендкос. Основою для фільму є автобіографічна стаття Елізабет Ґілберт «Муза салону Бридкий койот» («The Muse of the Coyote Ugly Saloon») для журналу GQ, яка була опублікована у 1997 році і розповідала про часи, коли вона працювала в першому танцювальному барі «Бридкий койот» в Іст-Віллидж.

## Сюжет
Вайолетт Сенфорд (Пайпер Перабо), талановита поетеса та пісенник, полишає домівку, свого батька Біла Сенфорда (Джон Гудмен), та найкращу подругу Глорію (Мелані Лінскі), щоб реалізувати свою мрію у Нью-Йорку. Вона безрезультатно намагається зацікавити студії своїми записами, проте у неї нічого не виходить. Згодом її квартиру грабують і вона залишається тільки з кількома доларами у кишені. У розпачі, вона сидить у нічному барі, де зустрічає групу барменш з місцевого бару «Бридкий койот», які перераховують значну суму чайових. Її наймає власниця бару Лів (Марія Белло), де вона повинна гарно співати, танцювати та виконувати шалені речі перед галасливим натовпом. Романтичний та закоханий Кевін О'Доннелл (Адам Гарсія) намагається допомогти їй у подоланні її соромливості.

## У ролях
| Актор            | Роль              |
| ---------------- | ----------------- |
| Пайпер Перабо    | Вайолет Сенфорд   |
| Адам Гарсія      | Кевін О'Доннелл   |
| Марія Белло      | Ліл               |
| Мелані Лінскі    | Глорія            |
| Ізабелла Міко    | Камілла           |
| Тайра Бенкс      | Зої               |
| Джон Гудмен      | Білл Сенфорд      |
| Бріджет Мойнеген | Рейчел            |
| Майкл Бей        | фотограф          |
| Ліенн Раймс      | у ролі самої себе |

## Відгуки
Загалом фільм отримав негативні відгуки критиків, які зазначали, що сама стрічка трохи більша за звичайні танці дівчат у барі з мокрими футболками. Сайт askmen.com охарактеризував фільм, як виступ гарних жінок проте не більше. Але глядачам фільм сподобався та згідно з askmen.com рейтинг фільму становить 88 зі 100. На сайті Rotten Tomatoes рейтинг фільму 73 зі 100 згідно з рецензіями глядачів.

## Бокс-офіс
Фільм посів четверте місце в американському бокс-офісі у перший тиждень після релізу зі зборами у 17,3 млн дол. Загалі збори по всьому світі склали 114 млн дол.

## Саундтрек

### АльбомCoyote Ugly
Однойменний саундтрек-альбом вийшлов 1 серпня 2000. До нього увійшли пісні Вайолет, які виконує Ліенн Раймс.
| #   | Назва                                   | Виконавець               | Тривалість |
| --- | --------------------------------------- | ------------------------ | ---------- |
| 1.  | «Can't Fight the Moonlight»             | Ліенн Раймс              | 3:35       |
| 2.  | «Please Remember»                       | Ліенн Раймс              | 4:34       |
| 3.  | «The Right Kind Of Wrong»               | Ліенн Раймс              | 3:47       |
| 4.  | «But I Do Love You»                     | Ліенн Раймс              | 3:21       |
| 5.  | «All She Wants To Do Is Dance»          | Дон Хенли                | 4:30       |
| 6.  | «Unbelievable»                          | EMF                      | 3:30       |
| 7.  | «The Power»                             | Snap!                    | 3:40       |
| 8.  | «Need You Tonight»                      | INXS                     | 3:10       |
| 9.  | «The Devil Went Down to Georgia»        | The Charlie Daniels Band | 3:36       |
| 10. | «Boom Boom Boom»                        | Rare Blend               | 3:22       |
| 11. | «Didn't We Love»                        | Тамара Волкер            | 3:24       |
| 12. | «We Can Get There» (TP2K Hot Radio Mix) | Мері Гріффін             | 3:59       |

### АльбомMore Music from Coyote Ugly
28 січня 2003 року бів представлений ще один саунтрек до фільму під назвою More Music from Coyote Ugly.
| #  | Назва                                      | Виконавець               | Тривалість |
| -- | ------------------------------------------ | ------------------------ | ---------- |
| 1. | «One Way or Another»                       | Blondie                  |            |
| 2. | «Rebel Yell»                               | Біллі Айдол              |            |
| 3. | «Rock This Town»                           | Stray Cats               |            |
| 4. | «Keep Your Hands to Yourself»              | The Georgia Satellites   |            |
| 5. | «Out Of My Head»                           | Fastball                 |            |
| 6. | «Battle Flag» (Lo-Fidelity Allstars Remix) | Pigeonhed                |            |
| 7. | «It Takes Two»                             | Rob Base and DJ E-Z Rock |            |
| 8. | «Love Machine»                             | The Miracles             |            |
| 9. | «We Can Get There» (Almighty Radio Edit)   | Мері Гріффін             |            |

| Бонус-треки | Бонус-треки                                          | Бонус-треки | Бонус-треки |
| #           | Назва                                                | Виконавець  | Тривалість  |
| ----------- | ---------------------------------------------------- | ----------- | ----------- |
| 10.         | «Can't Fight the Moonlight» (Грехам Стак Radio Edit) | Ліенн Раймс | 3:30        |
| 11.         | «But I Do Love You» (Almighty Radio Edit)            | Ліенн Раймс | 4:02        |

### Інші пісні з фільму
Наступні пісні звучали у фільмі, проте не були представлені як саундтрек.
- «Fly» — Sugar Ray
- «I Will Survive» — Глорія Гейнор
- «That's Me» by Tara MacLean
- «Wherever You Will Go» — The Calling
- «Pour Some Sugar On Me» — Def Leppard
- «Fly Away» — Ленні Кравіц
- «Beer 30» by Reverend Horton Heat
- «Follow Me» — Uncle Kracker
- «Cruisin' for a Bruisin'» — Nurse With Wound
- «Never Let You Go» — Third Eye Blind
- «Love Is Alive» — Анастейша
- «Cowboy» by Кід Рок
- «Tony Adams» — Joe Strummer & The Mescaleros
- «Cailin» — Unwritten Law
- «Can't Help Falling In Love» — Елвіс Преслі
- «Like Water» by Chalk Farm
- «I Love Rock N Roll» by Joan Jett & the Blackhearts